# ایواشچنکو (استان بلگورود)
ایواشچنکو (انگلیسی: Ivashchenko, Belgorod Oblast) یک شهرک در بخش آلکسیفسکی استان بلگورود کشور روسیه است.